# Sci alpino ai XX Giochi olimpici invernali
Le gare di sci alpino ai XX Giochi olimpici invernali si sono svolte dal 12 al 25 febbraio sulle piste di Sestriere e San Sicario.

## Podi

### Uomini
| Evento                     | Oro                 | Tempo   | Argento            | Tempo   | Bronzo             | Tempo   |
| Discesa libera (dettagli)  | Antoine Dénériaz    | 1'48"80 | Michael Walchhofer | 1'49"52 | Bruno Kernen       | 1'49"82 |
| Supergigante (dettagli)    | Kjetil André Aamodt | 1'30"65 | Hermann Maier      | 1'30"78 | Ambrosi Hoffmann   | 1'30"98 |
| Slalom gigante (dettagli)  | Benjamin Raich      | 2'35"00 | Joël Chenal        | 2'35"07 | Hermann Maier      | 2'35"16 |
| Slalom speciale (dettagli) | Benjamin Raich      | 1'43"14 | Reinfried Herbst   | 1'43"97 | Rainer Schönfelder | 1'44"15 |
| Combinata (dettagli)       | Ted Ligety          | 3'09"35 | Ivica Kostelić     | 3'09"88 | Rainer Schönfelder | 3'10"67 |

### Donne
| Evento                     | Oro                  | Tempo   | Argento          | Tempo   | Bronzo                | Tempo   |
| Discesa libera (dettagli)  | Michaela Dorfmeister | 1'56"49 | Martina Schild   | 1'56"86 | Anja Pärson           | 1'57"13 |
| Supergigante (dettagli)    | Michaela Dorfmeister | 1'32"47 | Janica Kostelić  | 1'32"74 | Alexandra Meissnitzer | 1'33"06 |
| Slalom gigante (dettagli)  | Julia Mancuso        | 2'09"19 | Tanja Poutiainen | 2'09"86 | Anna Ottosson         | 2'10"33 |
| Slalom speciale (dettagli) | Anja Pärson          | 1'29"04 | Nicole Hosp      | 1'29"33 | Marlies Schild        | 1'29"79 |
| Combinata (dettagli)       | Janica Kostelić      | 2'51"08 | Marlies Schild   | 2'51"58 | Anja Pärson           | 2'51"63 |

## Medagliere per nazioni
| Pos.   | Paese       | Oro | Argento | Bronzo | Totale |
| ------ | ----------- | --- | ------- | ------ | ------ |
| 1      | Austria     | 4   | 5       | 5      | 14     |
| 2      | Stati Uniti | 2   | 0       | 0      | 2      |
| 3      | Croazia     | 1   | 2       | 0      | 3      |
| 4      | Francia     | 1   | 1       | 0      | 2      |
| 5      | Svezia      | 1   | 0       | 3      | 4      |
| 6      | Norvegia    | 1   | 0       | 0      | 1      |
| 7      | Svizzera    | 0   | 1       | 2      | 3      |
| 8      | Finlandia   | 0   | 1       | 0      | 1      |
| Totale | Totale      | 10  | 10      | 10     | 30     |